# Armée tibétaine

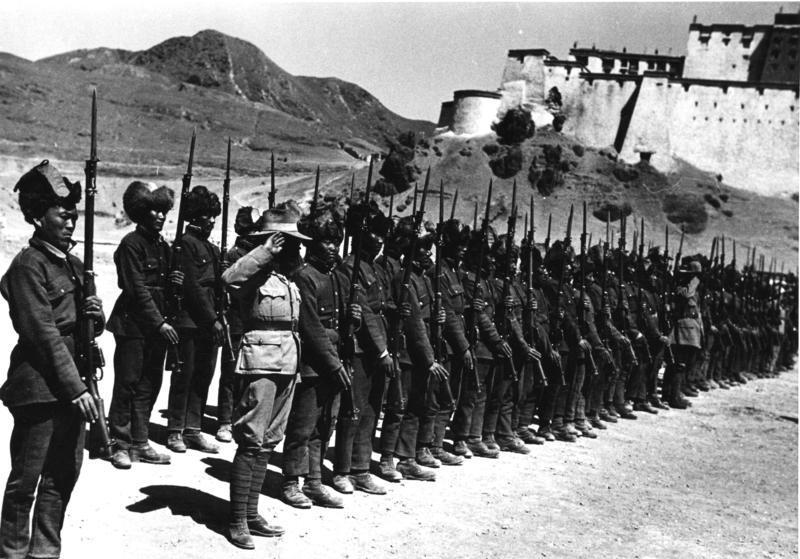
Soldats de l'armée tibétaine à Shigatsé en 1939.

L'armée tibétaine (tibétain : དམག་དཔུང་བོད་, Wylie : dmag dpung bod, THL : Mak Pung Bö) est la force militaire du gouvernement du dalaï-lama notamment pendant la période dite d'indépendance de facto de 1912 à 1951. Armée de volontaires tibétains à l'origine, elle a été modernisée avec l'aide des Britanniques et des Japonais.

## Contexte
La situation géographique du Tibet et des voies d'accès difficiles ont participé à protéger le Tibet d’invasions militaires. Par ailleurs la faible population tibétaine n’a pas favorisé son expansion militaire à l’exception toutefois de la période de l’empire du Tibet.

## VIIesiècle- milieu duIXesiècle
Pendant la période de l’empire du Tibet, les rois mettent en place une « redoutable armée » qui leur permet de conquérir un territoire immense. En 751 lors de la bataille de Talas les troupes du califat abbasside soutenues par des contingents tibétains (envoyés par l'empereur Tridé Tsuktsen), battent l'armée chinoise de la dynastie Tang, alors dirigée par Tang Xuanzong. En 763, l’armée tibétaine va jusqu’à occuper provisoirement Chang'an, capitale de l’empire chinois. 
L’armée tibétaine est notamment constituée d’une cavalerie mobile, un arc court et puissant compose l’armement. Par contre les armées chinoises, équipées lourdement, se déplacent plus difficilement.

## XVIIesiècleetXVIIIesiècle
La tibétologue Katia Buffetrille mentionne qu'après la chute de l'empire du Tibet,  les forces armées tibétaines sont faibles. 
Ippolito Desideri, le premier Européen à résider à Lhassa en 1716, indique qu'il n'existe pas une armée permanente mais juste une garde royale. Pendant les guerres, les familles doivent envoyer un homme rejoindre l'armée tibétaine. Son équipement et son cheval sont fournis par la communauté. Toutefois le 5e dalaï-lama créée un régiment de 3 000 gardes du corps et installe des militaires aux frontières.  
L'administration financière de l'armée tibétaine est gérée par deux fonctionnaires l'un est religieux et l'autre laïc. L'armée est d'abord organisée à partir d'une milice régionale. En cas de guerre, chaque famille doit fournir un homme et financer son équipement militaire. Les officiers sont désignés au sein des familles aisées. Le gouverneur de la région donne les affectations à ces hommes. Les dépenses générales sont à la charge de la région. À la fin des conflits les hommes retournent dans leurs familles. Cette organisation conduit à des forces armées inefficaces, peu formées et mal équipées.
Polhané Sönam Topgyé décide de créer une armée de métier constituée de 25 000 soldats. Celle-ci est dirigée depuis Lhassa, son organisation s'inspirant de l'armée mongole.

## Sous l'empire Qing, de 1792 à 1912

### Formation d'une infanterie tibétaine permanente (1792)
À la fin du XVIIIe siècle, l’incapacité des Tibétains à repousser les forces népalaises sans l’aide de l’armée chinoise, amène l’empereur Qianlong à signer un décret intitulé « Règlement en 29 articles pour mieux gouverner le Tibet ». Constatant que « L'absence de l'armée officielle dans la région du Tibet a eu pour conséquence l'instauration de conscriptions d'urgence en temps de crise, ce qui s'est avéré dommageable pour le peuple tibétain », le 4e article décrète la formation d'une infanterie tibétaine permanente de 3 000 hommes, laquelle permettra au Centre de ne plus avoir à secourir militairement les Tibétains. L’armée tibétaine, tout comme la garnison impériale, est placée sous le commandement des commissaires impériaux, lesquels sont chargés également de la défense des frontières.

### Instauration du « drapeau au lion des neiges » comme drapeau militaire
Partant du principe qu'un drapeau militaire est une nécessité pour l'entraînement quotidien d'une armée, le gouvernement central des Qing instaure le « drapeau au lion des neiges » comme drapeau militaire du Tibet,.

### Expédition militaire britannique au Tibet (1903-1904)
Lors de l'expédition militaire britannique au Tibet en 1903 et 1904), le lieutenant-colonel Laurence Waddell évoque une armée tibétaine permanente composée de 6 000 soldats complétée par une milice et des hommes incorporés grâce à la taxe militaire. Ainsi le nombre de militaires est de 60 000 dans l'infanterie et 14 000 dans la cavalerie.

## Période dite d'indépendancede facto(1912-1951)

### Création d'une armée de volontaires tibétains (1912)
La chute de la dynastie mandchoue en 1911 est un heureux coup du sort dont le 13e dalaï-lama, qui s'est exilé en Inde, tire parti immédiatement. Il crée, en secret, un ministère de la guerre et met sur pied une force armée pour reprendre le pouvoir. Sous la conduite de Dasang Damdul Tsarong, nommé commandant en chef (chida) et envoyé au Tibet depuis l'Inde, des volontaires tibétains prennent Shigatsé et Nadong, avant de gagner Lhassa, où la république a été proclamée le 7 mars 1912 après le soulèvement de la garnison chinoise, l'arrestation du commissaire impérial Lian Yu et la création d'un conseil représentatif provisoire.

### Combats de Lhassa
La ville est désormais divisée en une partie nord tenue par les Tibétains et une partie sud tenue par les Chinois. Les combats forcent le général Zhong Yin à se retrancher au monastère de Tengyéling, transformé en forteresse et dont les moines lui sont favorables. Les autres monastères, qui sont entrés en rébellion, demandent le départ immédiat de tous les ressortissants chinois.

### Départ de la garnison chinoise
En avril 1912, après s'être rendus, trois mille soldats chinois et leurs officiers sont autorisés à quitter le Tibet pour l'Inde. Nombreux sont ceux qui se perdent en route ou qui meurent de faim ou de froid. Leurs compagnes tibétaines, laissées pour compte, sont lapidées ou mutilées, celles qui ont pu fuir échouent à Calcutta En 1914, le monastère de Tengyeling est démoli pour collusion avec les Chinois et le général Zhao Erfeng,.

### Levée d'une armée tibétaine professionnelle

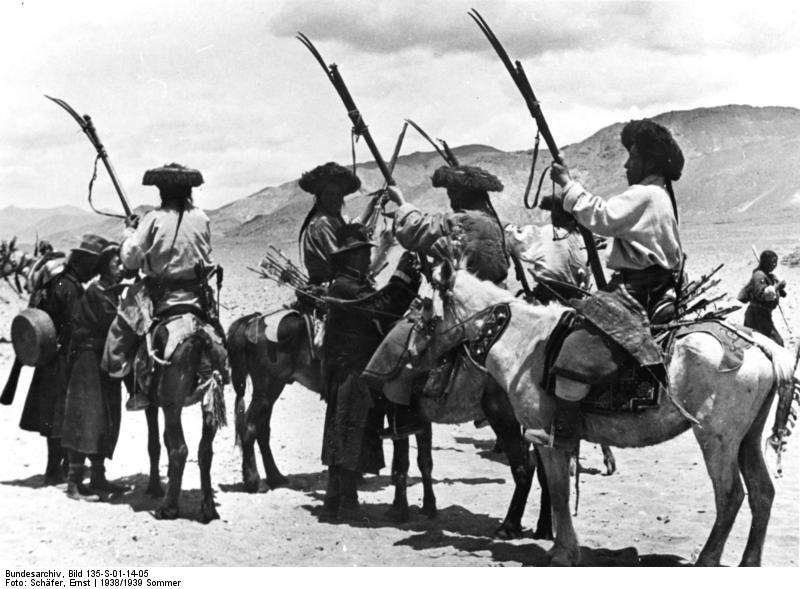
Cavalerie de l’armée tibétaine dans les années 1930. Les mousquets sont équipés de baïonnettes fourchues.

Le 13e dalaï-lama entreprend de lever d'une armée professionnelle, dirigée par son conseiller de confiance Tsarong, pour contrer « les menaces internes à son gouvernement ainsi que les menaces externes ». Il demande aux Britanniques de lui fournir des armes, des uniformes et des instructeurs.
Dans les années 1920, des instructeurs sont formés par des officiers britanniques et indiens au Tibet occidental. En outre, des militaires sont envoyés en Inde pour y étudier le maniement de l'artillerie lourde et des mitrailleuses.
Délégué par la Grande-Bretagne à Lhassa entre novembre 1920 et octobre 1921, Charles Bell arrive avec plus de vingt chevaux chargés d'armes. Avec le soutien du dalaï-lama, il obtient de la tsongdou d'augmenter le nombre de militaires pour obtenir un effectif de 17 000 soldats.
Si le drapeau impérial de l'ancienne infanterie tibétaine est encore hissé sporadiqement entre 1912 et 1920, à partir de cette dernière date les troupes défilent derrière un nouveau drapeau comportant un seul lion des neiges – symbole de la puissance du dalaï-lama – le regard tourné vers le soleil, la lune et les étoiles qui illuminent ce dernier, avec des montagnes en arrière-plan et une sphère entourée de flammes devant le lion, le tout sur un fond uni. Il ne s'agit pas du drapeau ultérieur des émigrés tibétains, lequel comporte deux lions affrontés sous un soleil levant entouré de rayons, motif emprunté au drapeau japonais. Le drapeau militaire n'aurait acquis un deuxième lion, affronté au premier, qu'à partir du milieu des années 1930.

### Garde personnelle du dalaï-lama

#### Sous le13edalaï-lama
Cantonnée à Lhassa et commandée par un colonel (depon), la garde personnelle du 13e dalaï-lama, dite Kusoung Magar en tibétain, est forte de plusieurs centaines d'hommes, dont ses gardes du corps personnels. En plus de faire fonction de garde rapprochée, elle est présente, en tenue d'apparat, aux cérémonies officielles. Elle est armée de mitrailleuses légères Bren, d'obusiers et de fusils.
La caserne du Kusoung Magar est construite à la fin des années 1910 par le 13e dalaï-lama à proximité immédiate de son palais d'été dans l'enceinte du Norbulingka. Un commerçant et ancien militaire japonais habitant Lhassa, Yajima Yasujiro, engagé par Tsarong Dzasa comme instructeur de 200 soldats tibétains, en supervise la construction avant de rentrer au Japon en 1920
.
Le complexe s'ordonnait symétriquement de part et d'autre d'un axe central. Au sud, un bâtiment tout en longueur servait de dortoir aux soldats assurant la sécurité du pontife. Deux édifices plus petits, qui servaient de logis aux officiers et d'armureries, flanquaient un bâtiment central édifié devant une des portes d'entrée du Norbulingka : le Magar Podrang (« le palais de l'armée »), auquel on accédait par deux escaliers encadrant un portique en bois et qui servait au dalaï-lama à recevoir les visiteurs étrangers non autorisés à pénétrer dans le Norbulingka. L'intérieur était décoré de peintures murales, dont une illustrant le mythe du Shambhala : les forces du bien quittant le paradis du Shambhala pour combattre et vaincre les forces du mal. Une peinture murale représentant le Kusoung Magar donne à penser que celui-ci était entouré de murs.

#### Sous le14edalaï-lama
En 1954, Phuntsok Tashi Takla, le beau-frère du dalaï-lama, est nommé kusung depon (tibétain : སྐུ་སྲུང་སྡེ་དཔོན, Wylie : sku srung sde dpon), commandant de sa garde personnelle. A ce titre, il accompagne le dalaï-lama en Chine en 1954 et en Inde en 1956. Il assure cette fonction jusqu'en mars 1959.
En 1959, le régiment de la garde était toujours stationné dans une caserne adjacente à la porte sud du Norbulingka et comptait de 600 à 700 membres. Ces soldats étaient bien entraînés et leur armement était moderne : mitraillettes Sten, fusils-mitrailleurs Bren, mitrailleuses. Leur commandant, Taklha, était le beau-frère du dalaï-lama. Une escouade gardait la zone derrière l'enceinte intérieure jaune abritant les palais d'été et interdite au public .

### Défaite de Chamdo
Le 1er janvier 1950, la radio d'État chinoise annonce que l'Armée populaire de libération se donne comme but pour l'année en cours, la libération de l'île de Taiwan, de l'île de Hainan et du Tibet
.
Au printemps, le gouvernement tibétain, devant les menaces d'intervention de Pékin, entreprend de lever de nouvelles troupes et d'organiser exercices et parades militaires, « le dalaï-lama en personne bénissant les nouvelles couleurs de l'armée ».
Début octobre, l'APL, commandée par le général Wang Qimei, pénètre au Kham et marche sur Chamdo, le chef-lieu. La ville de Markham Gartok, qui compte une garnison de 250 hommes, composée pour partie de soldats de Lhassa et de recrues khampas, est assaillie par un millier d'hommes. Menacés d'être submergés, les Tibétains battent en retraite. Battus également à la bataille de Rangsum et à celle de Riwoché, ils ne peuvent contenir l'avance chinoise et Chamdo tombe sans combat. Le 17 octobre, le commandant en chef, Ngapo Ngawang Jigmé, capitule. La faiblesse de l'armement, le manque d'entraînement des troupes et d'efficacité du commandement expliquent la débâcle. Après confiscation de leurs armes, les prisonniers reçoivent des livres sur le socialisme, un peu d'argent, et sont renvoyés chez eux. 114 soldats de l'APL et 180 soldats tibétains ont été tués ou blessés. L'APL continue ensuite sa progression en direction du Tibet central, mais s'arrête 200 km à l’est de Lhassa, à l’endroit que la Chine appelle la frontière de jure du Tibet.

### Accord pour l'incorporation de l'armée tibétaine dans l'APL
Le 23 mai 1951, un accord est conclu entre la République populaire de Chine et les délégués du 14e dalaï-lama, l'Accord en 17 points sur la libération pacifique du Tibet, par lequel le gouvernement tibétain donne son aval au déploiement de l'APL dans le Tibet central (point 2), accepte que l'armée tibétaine soit progressivement incorporée dans l'APL, quoique sans qu'une échéance précise soit fixée (point 8), et qu'un comité administratif militaire soit créé (point 15).

## Présence de soldats tibétains dans l’armée indienne
Après le conflit avec la Chine en 1962, la Special Frontier Force composée de militaires tibétains est créée en Inde. En septembre 2020, un soldat tibétain, Nyima Tenzin, est accidentellement tué lors d’une patrouille à la frontière entre la Chine et l’Inde. Le soldat issu de la diaspora tibétaine est inhumé pendant une cérémonie officielle. Lors des honneurs militaires, les troupes présentes tenaient les drapeaux du Tibet et de l’Inde. Gonpo Dhundup, le président du Congrès de la jeunesse tibétaine appelle les jeunes tibétains à rejoindre la Special Frontier Force ,.